# Менестіоара (Удешть, Сучава)
Менестіоара (рум. Mănăstioara) — село у повіті Сучава в Румунії. Входить до складу комуни Удешть.
Село розташоване на відстані 347 км на північ від Бухареста, 15 км на південний схід від Сучави, 100 км на північний захід від Ясс.

## Населення
За даними перепису населення 2002 року у селі проживали 45 осіб, усі — румуни. Усі жителі села рідною мовою назвали румунську.